# كينجي هيجوتشي
كينجي هيجوتشي (باليابانية: 樋口健二؛ بالكانا: ひぐち けんじ) هو مصور وصحفي ياباني، ولد في 10 مارس 1937.